# Bellator 106
Bellator 106（ベラトール・ワンオーシックス）は、アメリカ合衆国の総合格闘技団体「Bellator MMA」の大会の一つ。2013年11月2日、カリフォルニア州ロングビーチのロングビーチ・アリーナで開催された。

## 大会概要
Bellator初のPPV大会としてティト・オーティズ対クイントン・"ランペイジ"・ジャクソンが行なわれる予定であったがティトの負傷によりPPVは中止となり、メインイベントをマイケル・チャンドラー対エディ・アルバレスのBellator世界ライト級タイトルマッチに変更してSpikeでの放送となった。

## 試合結果

### プレリミナリーカード
第1試合 ライト級ワンマッチ 5分3R
○  ジョシュ・スミス vs.  ダレン・スミス ×
3R終了 判定3-0
第2試合 68kg契約ワンマッチ 5分3R
○  クレバー・ルシアーノ vs.  ジョー・カマチョ ×
3R終了 判定3-0
第3試合 ライト級ワンマッチ 5分3R
○  マイク・ガイモン vs.  アーロン・ミラー ×
2R 4:20 三角絞め
第4試合 ライトヘビー級ワンマッチ 5分3R
○  ブランドン・ハルシー vs.  ヘクター・ラミレス ×
1R 0:52 TKO（パウンド）
第5試合 ウェルター級ワンマッチ 5分3R
○   クリスティアーノ・ソウザ vs.  アレハンドロ・ガルシア ×
3R 3:06 リアネイキドチョーク

### メインカード
第6試合 フェザー級ワンマッチ 5分3R
○  マイク・リッチマン vs.  アコップ・ステパーニャン ×
1R 4:05 TKO（左ストレート→パウンド）
第7試合 Fighter Masterウェルター級トーナメント 決勝 5分3R
○  ジョー・リッグス vs.  マイク・ブロンゾウリス ×
3R終了 判定3-0
※リッグスがトーナメント優勝。
第8試合 Bellator世界フェザー級タイトルマッチ 5分5R
○  ダニエル・ストラウス vs.  パット・カラン ×
5R終了 判定3-0
※ストラウスが王座獲得に成功。
第9試合 Bellator世界ライトヘビー級暫定王座決定戦 5分5R
○  エマニュエル・ニュートン vs.  キング・モー ×
5R終了 判定3-0
※ニュートンが王座獲得に成功。
第10試合 Bellator世界ライト級タイトルマッチ 5分5R
○  エディ・アルバレス vs.  マイケル・チャンドラー ×
5R終了 判定2-1
※アルバレスが王座獲得に成功。

### ポストTVカード
第11試合 ウェルター級ワンマッチ 5分3R
○  ジェシー・フアレス vs.  ジョー・ウィリアムス ×
1R 0:57 ギロチンチョーク